# أوغوستو مينديز
أوغوستو مينديز (بالبرتغالية: Augusto Mendes) (مواليد 3 مارس 1983 في ريو دي جانيرو في البرازيل) هو فنان قتال مختلط برازيلي محترف وممارس لرياضة الجوجيتسو البرازيلية. تعاقد مينديز مع بطولة أخمات المطلقة. كان بطل الحزام الأسود العالمي للاتحاد البرازيلي للجوجيتسو لوزن 70 كغ (2013)، وبطل الاتحاد الدولي للجوجيتسو البرازيلي العالمي لوزن 73.5 كغ في عام 2012 وعام 2015، وبطل العالم للمحترفين في اتحاد أبو ظبي لجوجيتسو الإمارات في عام 2011 وعام 2013.

## وصلات خارجية
- أوقستو مينديز على موقع يو إف سي (الإنجليزية)
- أوقستو مينديز على موقع شيردوغ (الإنجليزية)
- أوقستو مينديز على موقع IMDb (الإنجليزية)